# آب‌انبار شماره ۱ چاه نو
آب‌انبار شماره ۱ چاه نو مربوط به دوره تیموریان است و در شهرستان اردکان، بخش عقدا، دهستان عقدا، کیلومتری ۱۰جاده نائین، مجموعه چاه نو واقع شده و این اثر در تاریخ ۷ اسفند ۱۳۸۶ با شمارهٔ ثبت ۲۱۶۹۱ به‌عنوان یکی از آثار ملی ایران به ثبت رسیده است.